# Preußische G 5.1
Die Fahrzeuge der Gattung G 5.1 der Preußischen Staatseisenbahnen waren die ersten Güterzuglokomotiven der Bauart 1'C n2 in Europa. Sie wurde aus der preußischen Baureihe G 4 weiterentwickelt. Zwischen 1892 und 1902 wurden insgesamt 268 Exemplare dieser Fahrzeuge in Preußen in Dienst gestellt. Die in Zwillingsbauweise ausgeführte G 5.1 war konstruiert worden, um die Geschwindigkeit der Güterzüge auf Hauptstrecken anzuheben. Außerdem waren für die steigenden Zuglasten stärkere Maschinen notwendig geworden. Die mit einer Druckluftbremse versehenen Lokomotiven wurden aufgrund ihrer Höchstgeschwindigkeit von 65 km/h auch im Eilgüterzugdienst und im Personenverkehr eingesetzt. Die G 5.1 war mit einer innenliegenden Allan-Steuerung ausgerüstet, die Laufachse war als Adamsachse ausgeführt.
Die Reichsbahn übernahm 1923 noch 169 G 5.1 als 54 001 – 168 und 54 182 in ihren Umzeichnungsplan für Länderbahnlokomotiven, 1925 wurden nur noch 71 Exemplare mit den Betriebsnummern 54 001 – 54 071 umgezeichnet. Die Lokomotiven wurden alle bis 1930 ausgemustert.
Die PKP hatte 28 Maschinen unter der Baureihenbezeichnung Ti1 in ihrem Bestand. Nach der Besetzung Polens im Zweiten Weltkrieg wurden drei G 5.1 als 54 601 – 603 wieder in den Bestand der Reichsbahn aufgenommen.
Die Fahrzeuge wurden mit einem Schlepptender der Bauart pr 3 T 12 ausgestattet.